# West Langwell
West Langwell is een dorp ongeveer 15 kilometer ten noorden van Golspie in de Schotse lieutenancy Sutherland in het raadsgebied Highland.